# 애국렬사릉
애국렬사릉(愛國烈士陵, 표준어: 애국열사릉)은  조선민주주의인민공화국의 국립묘지로 조선민주주의인민공화국의 애국렬사를 위한 묘지이다. 애국렬사, 고위 정치인, 조선민주주의인민공화국 건국 후 북한을 지지한 인물, 독립운동가, 대한민국에서 납북된 고위 인사, 비전향 장기수 등이 묻혀 있다. 평양의 형제산구역 신미동에 있다. 따라서 신미리 애국렬사릉이라는 별칭도 있다.

## 역사
애국열사릉은 조선민주주의인민공화국의 혁명렬사를 위한 대성산혁명렬사릉보다 한 급 낮은 열사릉이다. 1986년에 개관하였다. 2007년에 중앙일보가 확인했을 때, 이 곳에 안치되어 있는 사람은 662명이었다. 그 뒤 애국렬사, 고위급 정치인, 한국 전쟁때 남한에 억류되었으나 전향을 거부한 비전향 장기수 등의 시신을 매장 또는 안치하여 규모가 확장되었다.

## 구성
입구에 설치된 대형 동판에는 다음과 같은 문장이 적혀 있다.
조국의 해방과 사회주의건설, 나라의 통일위업을 위하여 투쟁하다가 희생된 애국렬사들의 위훈은 조국청사에 길이 빛날 것이다.

각 묘에는 묘비가 세워져 있고, 묘비에 망자의 돌사진이 새겨져 있다. 이 돌사진은 1998년에 김정일의 직접 지시로 추가되었다.

## 인물
주로 일제 강점기의 항일 유격대원들이 묻힌 대성산혁명렬사릉과는 달리, 다양한 부류의 인물이 안장되어 있다.
일제강점기의 독립 운동가들로는 주로 당시에는 김일성과 노선이 달랐으나 후에 조선민주주의인민공화국을 지지하거나 한국 전쟁 때 납치된 인물들이 묻혀 있다. 대한민국 임시정부에서 활동했다가 한국 전쟁 때 조선민주주의인민공화국으로 납치된 김규식, 최동오, 조소앙, 조완구, 윤기섭, 엄항섭, 이준(가묘), 이용(이준의 아들), 유동렬 등의 묘소가 있다.
고위급 정치인 출신으로 홍명희, 허정숙, 강량욱, 백남운, 연형묵과 변호사 허헌 등이 있다. 문예인으로는 무용가 최승희, 작곡가 리면상, 소설가 이기영과 한설야, 시인 조기천과 이찬, 학자로는 경제학자 김광진과 국어학자 이극로, 과학자 계응상, 도상록, 배우 황철 등이 묻혀 있다.
한글학자 리만규, 리극로, 여운형의 딸이자 최고인민회의 부의장을 지낸 려연구 등도 이 곳에 안치되었다.
대한민국에서 사망한 김삼룡, 김달삼, 최일천, 조봉암, 김종태, 최영도, 최백근, 이현상 등은 가묘 형태로 묘소가 마련되어 있다. 군인으로는 연안파의 김무정과 강릉지역 무장공비 침투사건의 총책임자인 김동원 등의 묘소가 있고, 리인모를 비롯하여 비전향 장기수들도 사망하면 이 곳에 묻히고 있다. 최용건의 경우는 대성산혁명렬사릉에 안장되는 게 원칙인 인물이 오직 김일성의 마음에 안든다는 이유 하나만으로 이 곳에 묻혔다.

## 같이 보기
- 대성산혁명렬사릉
- 재북인사들의묘
- 국립서울현충원
- 대전 현충원

## 참고자료
- 차문석 (2006년 8월 13일). “북한의 열사릉, 그 상징과 폭력 : 혁명열사릉과 애국열사릉”. 프로메테우스. 2013년 12월 24일에 원본 문서에서 보존된 문서. 2008년 8월 12일에 확인함.